# SOAPnet
SOAPnet (mellan 2000 och 2002 stavades det till SoapNet) är en amerikansk tv kanal. Kanalen har sänt sedan 20 januari 2000. Kanalen kommer att ersättas snart till barnkanalblocket Disney Junior på amerikanska Disney Channel. Kanalen ägs redan av Walt Disney Company.[källa behövs]